# 格丁尼亞阿爾卡足球俱樂部
格丁尼亞阿爾卡足球俱樂部（波蘭語：Morski Związkowy Klub Sportowy Arka Gdynia）是一家位於波蘭格丁尼亞的足球俱樂部。

## 荣誉
波蘭足球乙級聯賽
- 冠军 (2)：2015–16, 2024–25

波蘭盃
- 冠军 (2)：1978–79, 2016–17
- 亚军 (2)：2017–18, 2020–21

波蘭超級盃
- 冠军 (2)：2017, 2018

## 外部連結
- 官方網站 （页面存档备份，存于）
- unofficial Arka Gdynia （页面存档备份，存于）
- Statistic history Arka polish first league （页面存档备份，存于）

54°29′35.29″N 18°31′52.37″E / 54.4931361°N 18.5312139°E